# 肖恩·康利
肖恩·帕特里克·康利 (1980年—) 是位美国医生，2018年至2021年间擔任了白宫医生。随着拜登上任，他的職位也遭到了拔除。

## 早年生活及教育
肖恩·康利出生于美国宾夕法尼亚州多伊尔斯敦，毕业于圣母大学及费城骨科医学院。